# كريستيان ماريوس ماتي
كريستيان ماريوس ماتي (بالرومانية: Cristian Marius Matei)‏ هو لاعب كرة الصالات ‏ ولاعب كرة قدم روماني، ولد في 12 مارس 1987 في رومانيا. شارك مع منتخب رومانيا الوطني لكرة قدم الصالات.

## وصلات خارجية
- كريستيان ماريوس ماتي على موقع الاتحاد الأوربي (الإنجليزية)